# トップセールス (テレビドラマ)
『土曜ドラマ・トップセールス』（どようドラマ トップセールス）は、2008年4月12日から同年5月31日までの毎週土曜日に、NHKテレビで放送されていた日本のテレビドラマ。全8話放送した。

## 概要
前々作の『フルスイング』に続き、実在の現代人がモデルとなった。
1970年代に自動車販売の世界に飛び込み、努力と才覚を発揮して後に外資系自動車販売会社の社長にまで上り詰めた、日産自動車元執行役員・元東京日産自動車販売社長(後にダイエーCEOを経て2009年より横浜市長)の林文子の半生を基にしたドラマ（フィクション）である。
NHKは公式には林文子を「モデル」とはしておらず、「資料提供」としている。
事実、主人公の槙野久子が車のセールスを始めたミヤケグループは戦時中に戦闘機を作っていた（岡野英二営業所長は特攻基地の整備兵としてミヤケの戦闘機を整備していた）という設定になっているが、林文子が車のセールスを始めたホンダは戦後に設立された会社であり、ホンダの創業者が戦前に経営していた東海精機も戦時中は自動車用部品を製造する会社で、戦闘機を作っていた事実はない。
クランクインは2007年12月4日。
2008年2月初旬に、埼玉県川越市内でロケが行われ、地元幼稚園の車庫も使用された。

## 放送時間
- 総合テレビ 21:00-21:58（JST）
- BSハイビジョン 18:00-18:58（JST）

## 主な出演者
- 槙野久子 - 夏川結衣 ※モデルは林文子
- 子供時代の久子 - 松原菜野花
- 柴田隆男 - 椎名桔平[1]
- 柴田（旧姓 - 野沢）真理子 - 石田ひかり
- 大森吾郎 - 山口馬木也
- 高村雅之 - 大沢健
- 谷口克彦 - 鈴木一真
- 阿部幸雄 - 塩谷瞬
- 藤山邦子 - 梅沢昌代
- 中野晴美 - 佐藤仁美
- 佐々木義男 - 塩野谷正幸
- 森達郎 - 櫻井章喜
- 山田工場長 - 山田辰夫
- ミヤケ販売所長 - 原田大二郎
- 三澤（肉屋） - 山本龍二 - 光枝の店の常連客
- 北川（花屋） - 上田耕一 - 光枝の店の常連客
- 槙野光枝 - 十朱幸代　- 久子の母
- 槙野浩太郎 - 石橋蓮司 - 久子の父
- 岡野英二 - 蟹江敬三

## 主なゲスト

### 第1話
- 村上亮介 - 風間トオル
- 村上多恵 - りょう
- 小山田部長 - ベンガル
- 石原（久子の上司） - 遠藤憲一
- 小山田夫人 - 中村久美
- 面接官 - 永田耕一
- 久子の見合い相手 - 野崎数馬

### 第2話
- 村上亮介 - 風間トオル
- 村上多恵 - りょう
- 久子の客 - 小宮孝泰
- 大澤源治（久子の客） - 野添義弘

### 第3話
- 阿部の母 - 浅茅陽子
- 相川（マネージャー） - モロ師岡
- デモ隊リーダー - 河西健司
- デモ隊の主婦 - 中島ひろ子
- 柴田の客 - 坂上忍
- 社員 - 鈴木正幸
- 高村の同僚（通産省） - 嶋尾康史
- 編集長 - 石田登星

### 第4話
- 小峰勇夫 - 津嘉山正種
- 峰夫の息子・雄二 - 柏原収史
- 橋本（後任マネージャー） - 陰山泰
- 佐々木の妻 - 高瀬春奈
- 邦子の息子 - 草野康太
- 邦子の嫁 - 悠木千帆
- 試乗会の客 - 真実一路
- 試乗会の女の客 - 寺田千穂

### 第5話
- 梅田八重 - 秋野暢子
- 横山敦也 - 浅利陽介
- 横山早苗（敦也の母） - 野村真美
- 横山俊之（敦也の父） - 松澤一之
- 橋本（マネージャー） - 陰山泰
- 司会者 - 上杉祥三

### 第6話
- 末長智史（「SuB」トップセールスマン） - 金子昇
- 幸田留美子 - 浅見れいな
- 貝塚（「SuB」東京中央店 店長） - 寺泉憲
- 部長（柴田の上司） - 磯部勉 - アメリカ・ミヤケモータース 部長
- ヒロ山川 - パク・ソヒ - アメリカ・ミヤケモータース 社員
- 橋本（所長） - 陰山泰
- 笠井（所長） - 上杉陽一 - 橋本の後任の所長
- 満田恵介 - 剣持直明
- 細谷 - 細見大輔 - OA機器重役

### 第7話
- 末長智史 - 金子昇 - SuB・トップセールスマン
- 貝塚店長 - 寺泉憲 - SuB東京中央店
- 浜崎常務 - 益岡徹 - ミヤケ自動車
- ヒロ山川 - パク・ソヒ - アメリカ・ミヤケモータース 社員
- 八代富雄 - 高橋長英 - 八代製作所社長
- 息子・修 - 北村有起哉
- 村上亮介 - 風間トオル
- 満田恵介 - 剣持直明
- 代議士 - 若松武史

### 第8話
- 西脇社長 - 夏八木勲 - SuB東京
- 山村専務 - 利重剛 - SuB東京
- 末長智史 - 金子昇 - SuB東京
- 浜崎専務 - 益岡徹 - ミヤケ自動車
- ヒロ山川 - パク・ソヒ - アメリカ・ミヤケモータース 社員
- 八代富雄 - 高橋長英 - 八代製作所社長
- 息子・修 - 北村有起哉
- 足立 - 中西良太 - SuBの客
- SuBの客 - 黒沼弘巳

## サブタイトル
| 各話                                                     | 放送日        | サブタイトル     | 視聴率 |
| -------------------------------------------------------- | ------------- | ---------------- | ------ |
| 第1話                                                    | 2008年4月12日 | 未来をつくる仕事 | 9.2%   |
| 第2話                                                    | 2008年4月19日 | 最初の一台       | 7.8%   |
| 第3話                                                    | 2008年4月26日 | 傷               | 7.7%   |
| 第4話                                                    | 2008年5月3日  | 絆               | 6.2%   |
| 第5話                                                    | 2008年5月10日 | 別れ             | 8.2%   |
| 第6話                                                    | 2008年5月17日 | 転機             | 5.8%   |
| 第7話                                                    | 2008年5月24日 | バブル           | 5.5%   |
| 第8話                                                    | 2008年5月31日 | 未来への選択     | 7.1%   |
| 平均視聴率7.2%（視聴率は関東地区・ビデオリサーチ社調べ） |               |                  |        |

## 主題歌
- 平原綾香「孤独の向こう」(作詞・作曲:川江美奈子、編曲:藤井理央)

## スタッフ
- 作 - 山本むつみ
- 音楽 - 栗山和樹
- 演出 - 吉村芳之、西谷真一
- 制作統括 - 岩谷可奈子